# AK26
Az AK26 nevű magyar hiphopzenekar 2011-ben alakult. A csapat neve az AK (AK–47) gépkarabély nevéből és a 26-os körzethívószámból jött létre.

## Története
Első lemezüket  2011-ben készítették el, még 4-es felállásban, "Gyere le közénk" címmel. Ezután 2 főre csökkent a csapat legénysége, ami később megmaradt végleges felállásnak. Nem sokkal később megjelentették a "Szókarabély" névre keresztelt albumukat, amit otthon rögzítettek, és az interneten kezdték el terjeszteni. Ebben az időben kezdtek házi gyártású, kezdetleges klipeket forgatni, amiket a YouTube-ra töltöttek fel. A klipeket látva felfigyelt a fiúkra Mr. Busta, aki leszerződtette a srácokat a saját lemezkiadójához, a Real Trill Musichoz, ahol az AK26 10 lemezt és rengeteg videóklipet készített közel 6 év alatt. 2017 elején Hiro stílust váltott, elkezdte növeszteni a haját (ami rá addig nem volt jellemző), majd 2017. december 28-án a fiúk viharos viszonyban szakítottak egykori kiadójukkal, és elkészítették a "Blöff" című számot, ami az eddigi legsikeresebb AK26-dal és -klip (43 milliós megtekintést ért el). Ezzel a számukkal, 2019 tavaszán, megnyerték a Fonogram, az év hangfelvétele, díját.  A testvérpár 2018 óta folyamatosan járja az országot és a környező országokat, rengeteg helyen lépnek fel. Mára több mint 10000 koncert van a hátuk mögött, illetve rengeteg dedikálóturné, és közönségtalálkozó.[forrás?]

## Zenei beállítottság
Az AK26 nevű rapformáció különlegességét legegyszerűbben a két előadó hangszínkülönbségével lehet bemutatni. Giajjenno mélyebb, támadóbb jellegű hanggal rendelkezik, ebből következően a szövegei gyakran tartalmazzák a zeneszám mélyebb tartalmát vagy komolyabb mondanivalóját, míg Hiro inkább poposabb, kissé hasonlítva Justin Bieberre (erre ő maga is utal), inkább a vokálért és a refrén ütősségéért felelős. (Példa rá a Blöff és a Number One.)
Giajjenno szólókarrierje jobban tükrözi egy "igazi amerikai rapper"  karizmáját, nemzet- és népkritika, kor- és vagyonbeli osztálykülönbségek és sok más egyébről is szót ejt a rapper a számaiban.
Hiro inkább a személyesebb, a mai magyar hiphopszakmára jellemzőbb dallamosabb, szerelmes vagy fiatalos nézőpontot képviseli, a főbb témái a szakítás, elválás, pénzéhes nők és egy-egy kapcsolat nehézségei.

## Diszkográfia
- Gyere le közénk (2011)
- Szókarabély (2012)
- Por és hamu (EP, 2013)
- Pokolból hazafele (2013)
- Szegények fegyvere (2014)
- Dupla Dinamit (2015)
- Getto platina (2016)
- Superior (2017)
- Giajjenno-Oroszlán (EP, 2017)
- Hiro-S.O.S (EP, 2017)
- Greatest Hits CD (2018)
- Hiro-Infinity (2019)
- Hiro-POP (2020)
- Giaj-RAP (2020)
- Assassin (2024)